# Jinhae-gu
Jinhae-gu (Hangul: 진해구, Hanja: 鎭海區) là một quận của thành phố Changwon, Hàn Quốc. Vùng này được phục vụ bởi Đường sắt quốc gia Hàn Quốc, và nổi tiếng với lễ hội hoa anh đào được tổ chức vào mùa xuân hằng năm.
Biểu tượng của Jinhae có hình hoa anh đào.

## Lịch sử
Jinhae được phát triển như căn cứ hải quân (đồn hải quân Chinkai) của Hải quân Đế quốc Nhật Bản trong suốt thời kỳ thuộc Nhật vào đầu thế kỉ 20th.
Vào ngày 1 tháng 7 năm 2010, Jinhae và thành phố lân cận, Changwon và Masan, sáp nhập vào thành phố Changwon, hiện tại nằm trong Hội đồng cấp tỉnh của tỉnh Gyeongsang Nam.

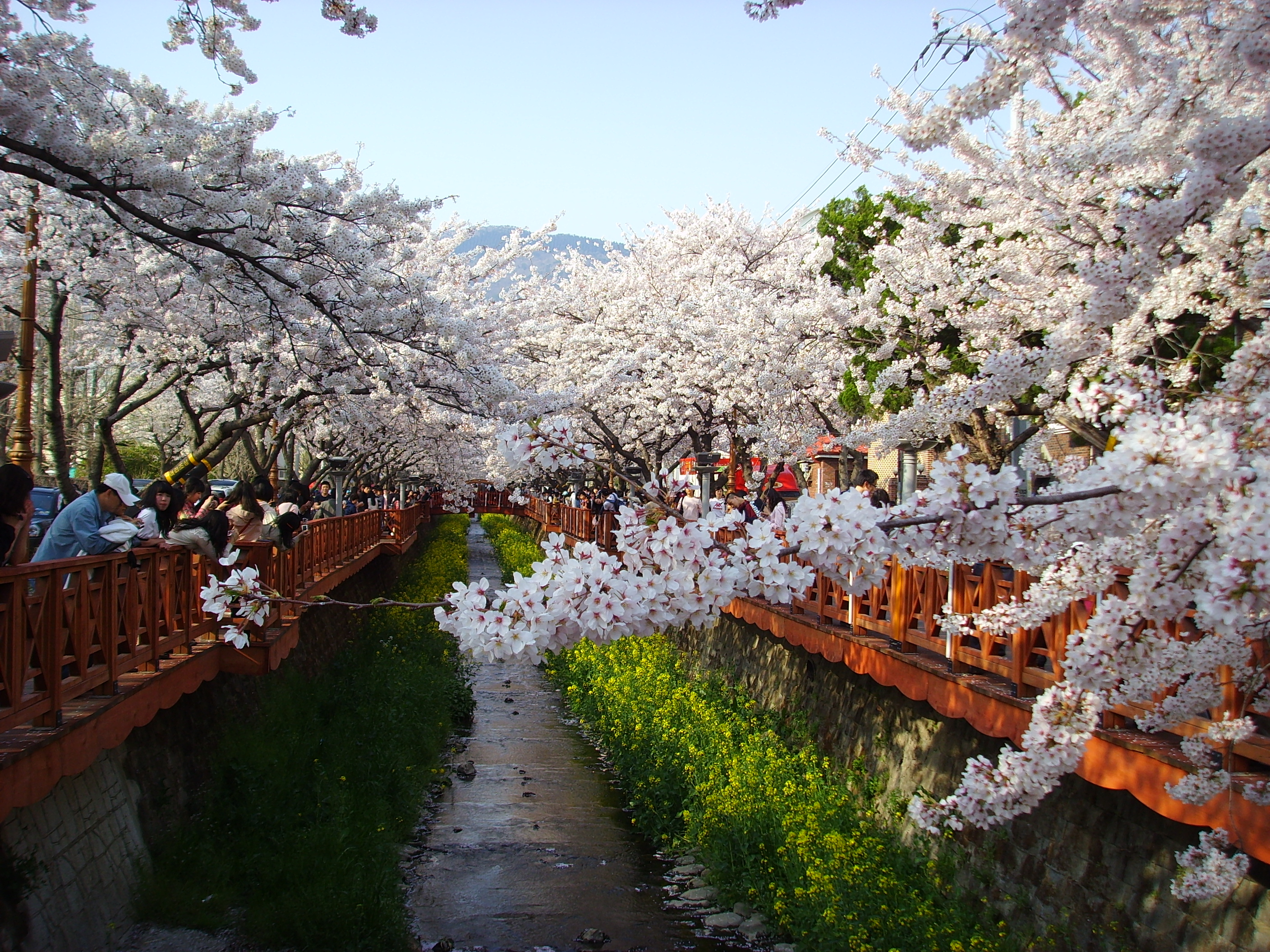
Lễ hội Jinhae Gunhang vào tháng 4

## Lễ hội hoa anh đào (Gunhangje)
Vào mùa xuân mỗi năm thành phố tổ chức lễ hội trong vòng 10 ngày, nhiều lễ hội như lễ diễu hành quân đội và lễ hội hoa anh đào. Có hơn 1 triệu người dân Hàn và du khách nước ngoài đến thành phố để ngắm hoa anh đào và xem trình diễn đường phố, gian hàng và đường phố ánh sáng cũng như lễ diễu hành tưởng nhớ chiến thắng của Admiral Yi Sun Shin chống Nhật Bản xâm chiếm

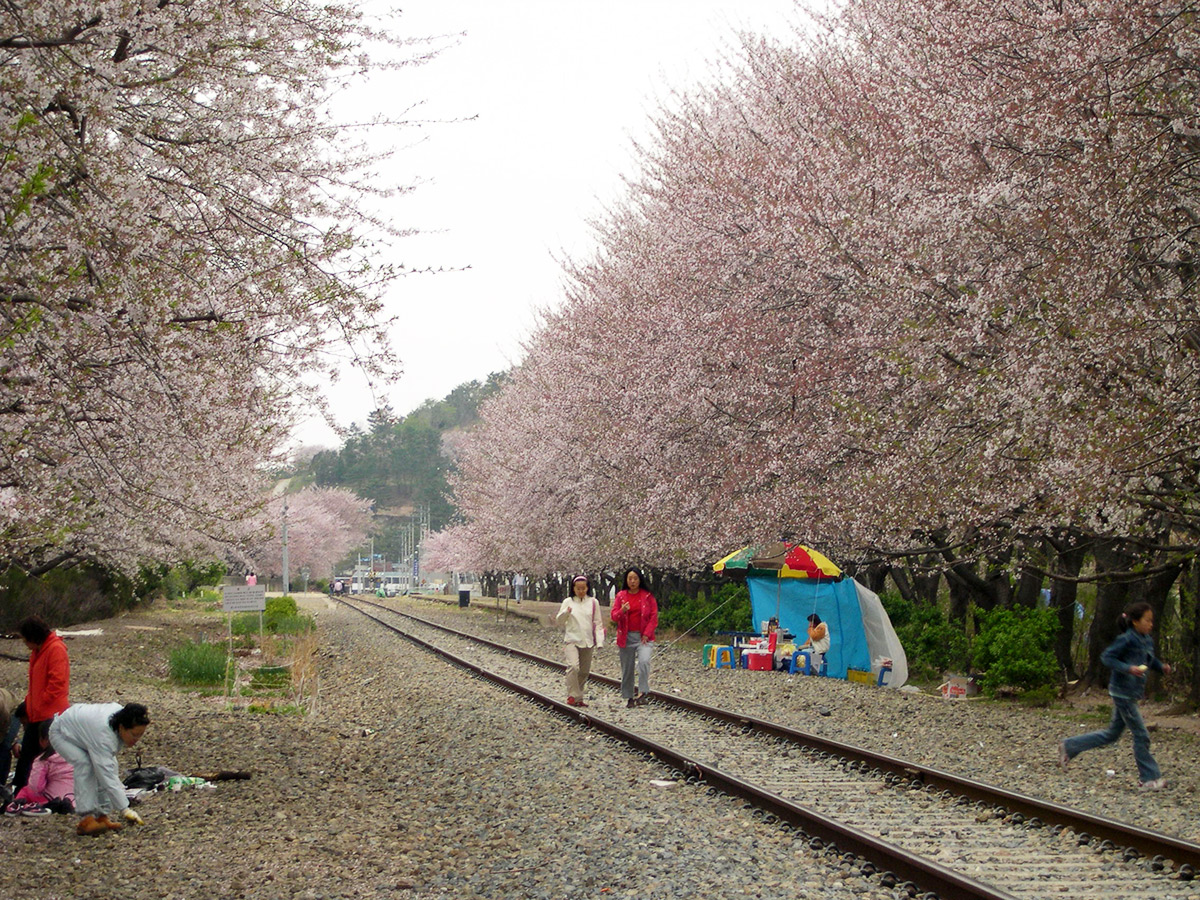
Jinhae Cherry Blossoms

## Thành phố kết nghĩa
- Annapolis, Maryland, United States
- Kure, Hiroshima, Nhật Bản
- Viña del Mar, Valparaíso, Chile

## Liên kết
- Trang chủ quận Lưu trữ ngày 26 tháng 12 năm 2017 tại Wayback Machine
- Trang chủ lễ hội hoa anh đào (Gunghangje) Lưu trữ ngày 3 tháng 12 năm 2015 tại Wayback Machine